# Dinamarca al Festival de la Cançó d'Eurovisió 2012
| Edició                   | 2012                       |
| Televisio(ns) implicades | DR                         |
| Nom de la preselecció    | Melodi Grand Prix          |
| Dates                    | 21 de gener de 2012        |
| Format                   | Festival obert             |
| Presentadors             | Emil Thorup i Louise Wolff |
| Nombre de participants   | 10 finalistes              |

La televisió danesa aposta de nou pel seu històric Melodi Grand Prix.

## Organització
La DR ha escollit com a seu del Melodi Grand Prix el Gigantium d'Aalborg. La preselecció comptarà d'una única gala, que tindrà lloc el 21 de gener de 2012, on participaran deu artistes. Set d'aquests finalistes s'escolliren mitjançant una convocatòria pública de propostes, que es va tancar el 26 de setembre de 2011. Els altres tres finalistes van ser convidats directament per la televisió pública danesa.

El 14 de gener de 2012, la DR va anunciar els membres del jurat internacional pel Melodi Grand Prix:
- Azerbaijan – Nigar Jamal i Eldar Gasimov (guanyadors del Festival de 2011), Isa Melikov (compositora), Dilara Kazimova (cantant, exmembre del grup Unformal) i Aysel Teymurzadeh (cantant, representant azeriana al Festival de 2009).
- Germany – Oceana (cantant), Rüdiger Brans (cantant, vocalista de The Baseballs), Peter Bergener (periodista), Roger Cicero (cantant, representant alemany al Festival de 2007) i Mike Rötgens (productor).
- Norway – Alexander Rybak (cantant, guanyador del Festival de 2009), Venke Knutson (cantant), Omer Bhatti (raper), Kjell Peter Askersrud (professor de música) i Bjørn Johan Muri (cantant).
- Russia – Alexey Vorobyov (cantant, representant rus al Festival de 2011), Lera Masskva (cantant), Yuri Madianik (músic), Anna Kulikova (cantant) i Mario Durand (violinista).

## Candidats
El 5 de gener de 2012 la televisió danesa va anunciar els deu finalistes del Melodi Grand Prix:
- Jesper Norshtedt - Take out hearts (convidat)
- Valen:Tine - Nowhere (desqualificada)
- Aya - Best thing I got
- Kenneth Potempa - Reach the sky
- Ditte Marie - Overflow
- Phillip Hallou & Emilia - Baby love me
- Suriya - Forever I be young (convidat)
- Karen Viuff - Universe
- Soluna Samaay - Should have known better
- Chris Brons & Patrick Isaksson - Venter (convidat)

## Resultats
- Final: 21 de gener de 2012.

| Ordre | Artista                           | Cançó                    | Lletra (l) / Música (m)                                                         | Resultat              |
| ----- | --------------------------------- | ------------------------ | ------------------------------------------------------------------------------- | --------------------- |
| 1     | Jesper Nohrstedt                  | "Take Our Hearts"        | Mads B.B. Krog (m & l), Engelina Larsen (m & l), Morten Hampenberg (m & l)      | Wildcard Superfinal   |
| 2     | Valen:Tine                        | "Nowhere"                | Tine Lynggaard (m & l)                                                          | Desqualificada        |
| 3     | Aya                               | "Best Thing I Got"       | John Gordon (m & l), Julie Frost (m & l)                                        | No qualifica          |
| 4     | Kenneth Potempa                   | "Reach for the Sky"      | Peter Bjørnskov (m & l), Lene Dissing (m & l), Sune Haansbæk (m & l)            | No qualifica          |
| 5     | Ditte Marie                       | "Overflow"               | Mike Eriksson (m & l), Johnny Sanchez (m & l), Hanif Sabzevari (m & l)          | No qualifica          |
| 6     | Emilia & Philip                   | "Baby, Love Me"          | Philip Halloun (m & l), Jonna Kärkkäinen (m & l)                                | No qualifica          |
| 7     | Suriya                            | "Forever I Be Young"     | Jakob Winge (m & l), Thomas Hoffmann (m & l), Suriyatim Hoffmann (m & l)        | Wildcard No qualifica |
| 8     | Karen Viuff                       | "Universe"               | Simon Borch (m & l), Lise Cabble (m & l), Boe Larsen (m & l)                    | No qualifica          |
| 9     | Soluna Samay                      | "Should've Known Better" | Chief 1 (m & l), Remee (m & l), Isam B (l)                                      | Wildcard Superfinal   |
| 10    | Christian Brøns & Patrik Isaksson | "Venter"                 | Christian Brøns Petersen (m & l), Patrik Isaksson (m & l), Rune Braager (m & l) | Wildcard Superfinal   |

- Superfinal:

| Ordre | Artista                           | Cançó                    | Puntuació | Plaça final |
| ----- | --------------------------------- | ------------------------ | --------- | ----------- |
| 1     | Jesper Nohrstedt                  | "Take Our Hearts"        | 102       | 2           |
| 2     | Soluna Samay                      | "Should've known better" | 110       | 1           |
| 3     | Christian Brøns & Patrik Isaksson | "Venter"                 | 88        | 3           |

Soluna Samay va representar Dinamarca al Festival de 2012 amb la cançó Should've known better.